# Пекин Дасин (аэропорт)
Международный аэропорт Пекин Дасин (кит. упр. 北京大兴国际机场, пиньинь Běijīng dàxīng guójì jīcháng, палл. Бэйцзин Дасин гоцзи цзичан) — международный аэропорт в столице Китая, пекинском районе Дасин, у границы с районом Гуанъян городского округа Ланфан провинции Хэбэй;
расстояние до центра Пекина, площади Тяньаньмэнь, составляет 46 километров. Открыт 25 сентября 2019 года.
Аэропорт станет новым хабом, точкой пересечения высокоскоростных железных дорог, региональных железных дорог, скоростных автомагистралей. Этот хаб должен стать толчком развития экономики всего региона.

## Описание

### Терминал 1
Первый терминал, с пропускной способностью 45 миллионов пассажиров в год, открыт в 2019 году. Площадь всех этажей здания терминала составляет 700 тыс. м², что делает его крупнейшим зданием терминала аэропорта в Китае (крупнее терминал аэропорта Стамбула). Терминал представляет собой огромное здание с центральным ядром и пятью расходящимися в разные стороны «рукавами». В каждом «рукаве» будет своя тематическая обстановка, посвященная одному из традиционных китайских культурных явлений: шелкографии, чаю, фарфору, сельскому хозяйству или китайским садам; дизайн терминала в виде золотой звезды был разработан бюро архитектора Захи Хадид.
Площадь монолитной крыши составляет 180 тыс. м². она поддерживается 8 изогнутыми столбами и 12 колоннами. Длина по крыше терминала с запада на восток 1144 метра, ширина с севера на юг 996 метров. Длина «рукавов» составляет менее 600 метров. Благодаря этому, несмотря на то, что в терминале 79 гейтов, путь к центру терминала займет из любой его точки не более 8 минут. Терминал стал первым в стране зданием аэропорта с двумя этажами прилета и двумя этажами вылета:
- 1-й этаж — прибытие международных рейсов;
- 2-й этаж — прибытие внутренних рейсов;
- 3-й этаж — вылет внутренних рейсов в том числе с автоматическими стойками регистрации;
- 4-й этаж — все международные вылеты.

Остальные этажи — технические и зоны отдыха.
Ко всем этажам проведены эскалаторы с подземной железнодорожной станции.

#### Экологичность
В терминале реализована система сбора и использования дождевой воды. Конструкция здания соответствует высоким экологическим стандартам, используется естественное освещение, естественная вентиляция, другие технологии, помогающие сократить потребление энергии.

### Аэропорт
Для достижения максимальной пропускной способности впоследствии будет продолжено строительство второго терминала в южной части аэропорта; предполагается, что пассажиропоток всех терминалов аэропорта к 2025 году может составить 72 млн пассажиров в год, при максимальной пропускной способности до 100 млн пассажиров. Вся инфраструктура аэропорта будет соответствовать стандартам безбарьерной среды, что позволит обслуживать паралимпийские игры 2022 года.

#### Экологичность
Весь транспорт, обслуживающий аэропорт, будет экологически чистым. На территории аэропорта располагаются солнечные панели с производительностью от 10 МВт электроэнергии. В аэропорте реализована система циркуляции воды, включающая в себя системы сбора, накопления, распределения дождевой воды, естественной очистки до 2,8 млн м³ воды в системе прудов, каналов, полей орошения. Таким образом достигается защищенность от наводнений и локального перегрева территории.

## История
Одной из причин строительства аэропорта стала высокая загруженность гражданских воздушных коридоров основного аэропорта Пекина — Шоуду. Из-за того, что 70 % воздушного пространства Китая принадлежит военным, при ухудшении погодных условий на пути к аэропорту у самолёта нет возможности выполнить облет грозового фронта. С введением нового аэропорта зависимость от погодных условий снизится. Именно поэтому новый аэропорт находится на дальнем, в 66 км, расстоянии от Шоуду.
Второй причиной создания аэропорта вдали Пекина является перспектива его использования в качестве аэропорта трех городов, единой экономической зоны: «Пекин — Тяньцзинь — Хэбэй».
Проект создания нового аэропорта и обслуживающей инфраструктуры был утвержден в ноябре 2014 года.
Все необходимые инвестиции на строительство составляют около 80 млрд юаней (11 млрд $).

### Терминал 1

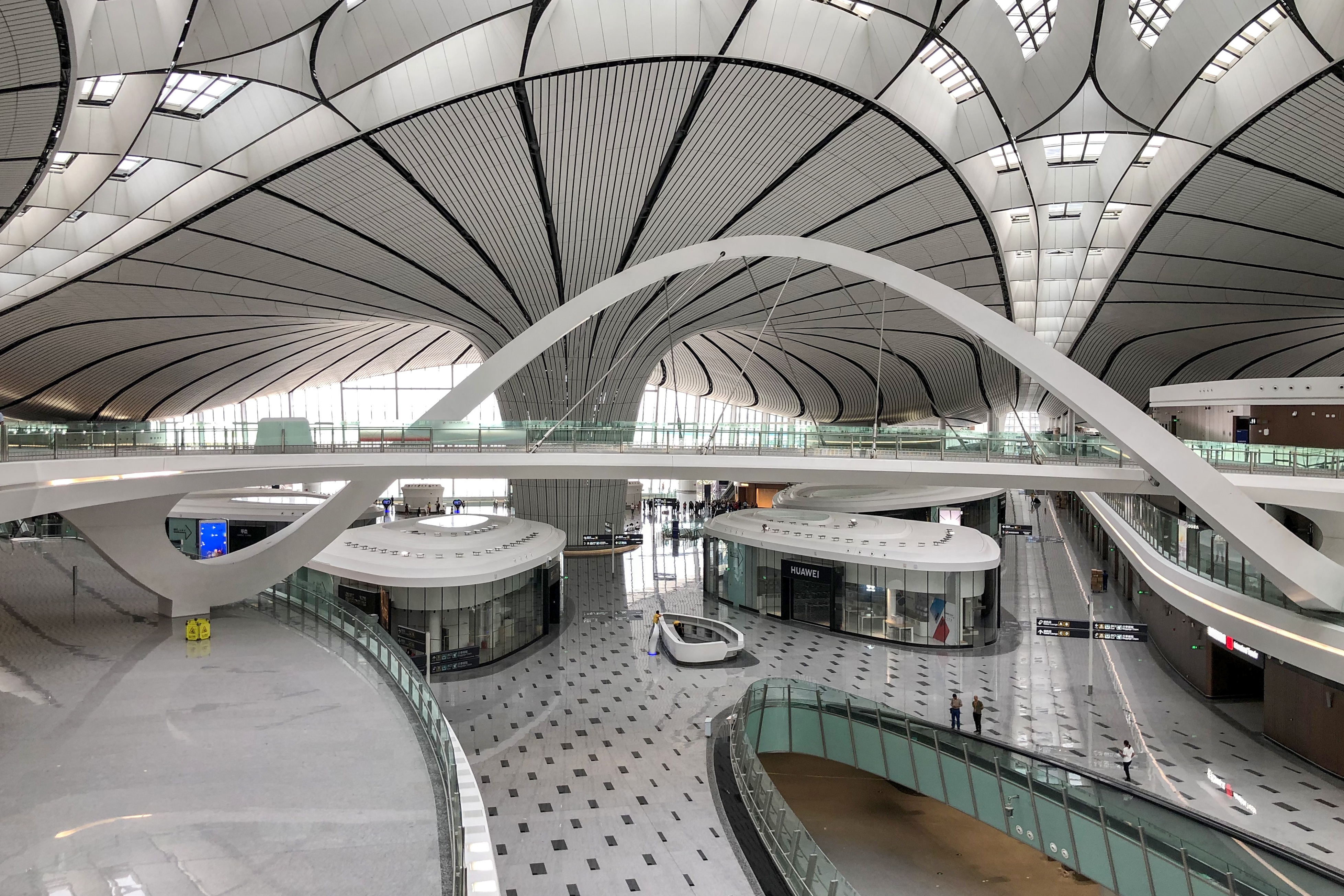
Терминал 1

Первый терминал аэропорта разрабатывался «Объединенной дизайнерской группой» (JDT) под руководством Beijing New Airport Headquarters (BNAH), объединившей деятельность компаний ADP Ingénierie (ADPI) (ответственной за технический дизайн) и Zaha Hadid Architects (ZHA) (ответственной за архитектурный дизайн), по разработке дизайна и его воплощению — в сотрудничестве с Beijin Institute of Architecture and Design (BIAD) и China Airport Construction Company (CACC).
На сооружение терминала было израсходовано 52000 тонн стали. При сооружении терминала решались инженерные задачи большой сложности. Расстояние между опорами крыши составляет 200 метров. Сложность расчета прочности и сейсмической стабильности конструкции увеличивала и особая форма опор в виде буквы «С». Крыша центра терминала состоит из 63 450 балок и 12 300 коммутационных узлов. Крыша 5 лепестков состоит из 55 267 балок и 8 472 коммутационных узлов. Общая масса каркаса крыши составила 30 тыс. тонн. Остекление выполнялось 1200 рабочими в течение 3 месяцев. Всего использовано 4 500 крупных и 8 100 мелких стеклянных панелей.

### Происхождение названия
Изначально было принято рабочее название — «Столичный международный аэропорт Юндин» (так как он расположен на северном берегу реки Юндинхэ). В 2017 году было предложено название «Международный аэропорт Пекин-Тяньцзинь-Хэбэй» заместителем директора института гражданской авиации. В марте 2018 года директор Пекинского международного исследовательского института сообщил о предполагаемом названии «Международный аэропорт Пекин-Сюнъань», которое точнее отразит позиционирование аэропорта. В сентябре 2018 года было утверждено официальное название: «Международный аэропорт Пекин Дасин».

### Строительство

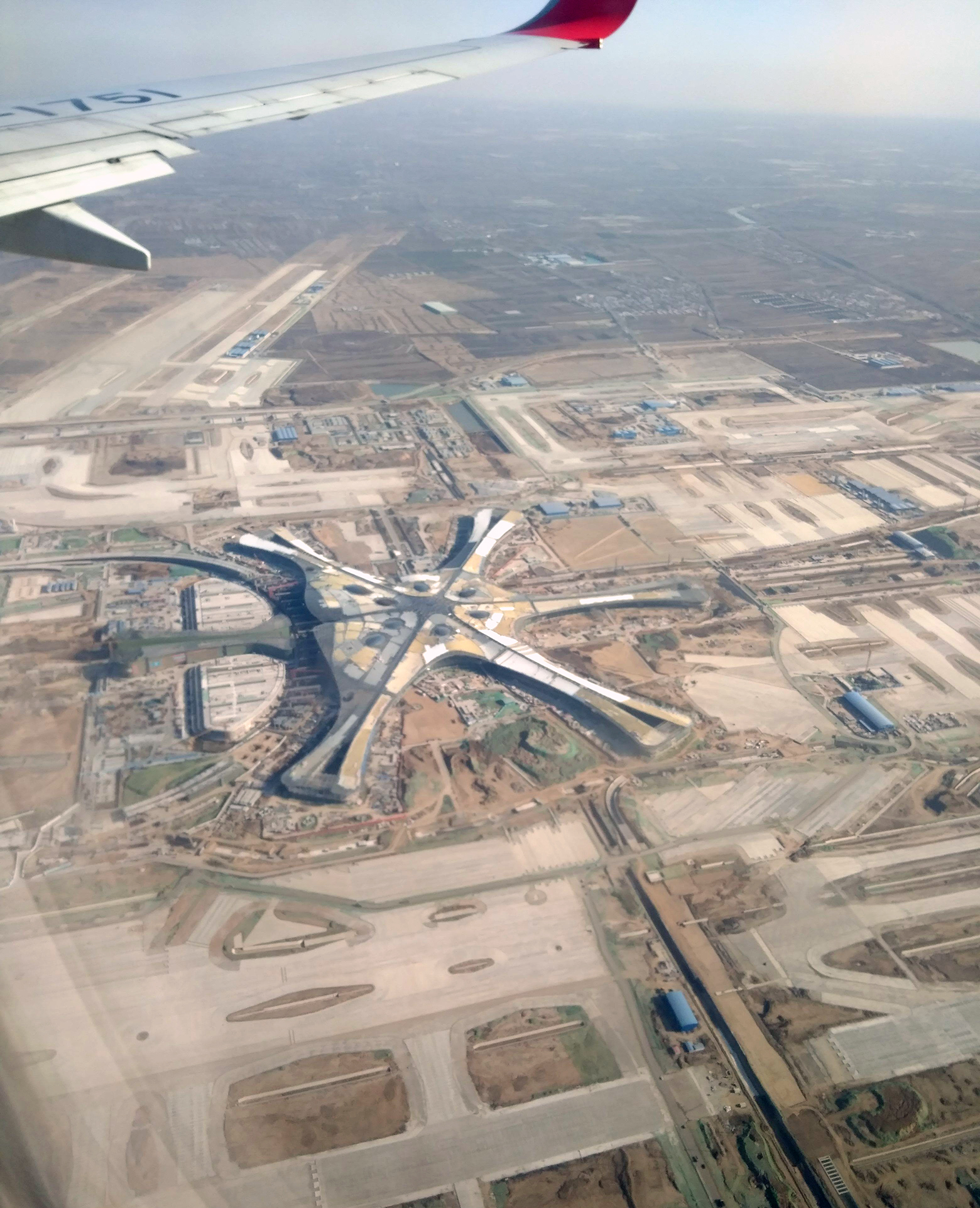
Строящийся первый терминал

Для строительства были снесены 11 населенных пунктов, ещё 24 были перемещены из-за предполагаемой зашумленности, общее количество перемещенных граждан составило около 20 тыс. человек. Компенсационные единовременные выплаты составляют 150 000 $ на владельца недвижимости и 300 $ ежемесячной дотации на аренду нового жилья.
По состоянию на сентябрь 2018 года ВПП были готовы на 93 %, дорожные работы завершены на 62 %, в здании терминала завершены строительные и начаты отделочные работы.
Все строительные и отделочные работы были завершены 30 июня 2019 года.
Для достижения максимальное пропускной способности впоследствии будет продолжено строительство второго терминала в южной части аэропорта.

### Открытие
Церемония открытия аэропорта состоялась 25 сентября 2019 года. О начале эксплуатации аэропорта торжественно объявил генеральный секретарь ЦК КПК Си Цзиньпин.
Первым официальным рейсом из аэропорта стал рейс CZ3001 авиакомпании China Southern в Гуанчжоу выполняемый самолетом A380.
Первым коммерческим рейсом вылетевшим из аэропорта стал KN5970 выполняемый China United Airlines, покинувший аэропорт в 07:27.
Первым коммерческим рейсом приземлившимся в аэропорте стал KN5302 компании China United Airlines в 10:12.

## Авиасообщение
С 26 сентября 2019 года все рейсы выполнявшиеся ранее из аэропорта Наньюань авиакомпанией China United Airlines переведены в аэропорт Пекин Дасин.
Данные из запроса в Викиданные.

## Транспортное сообщение

### Скоростная железная дорога

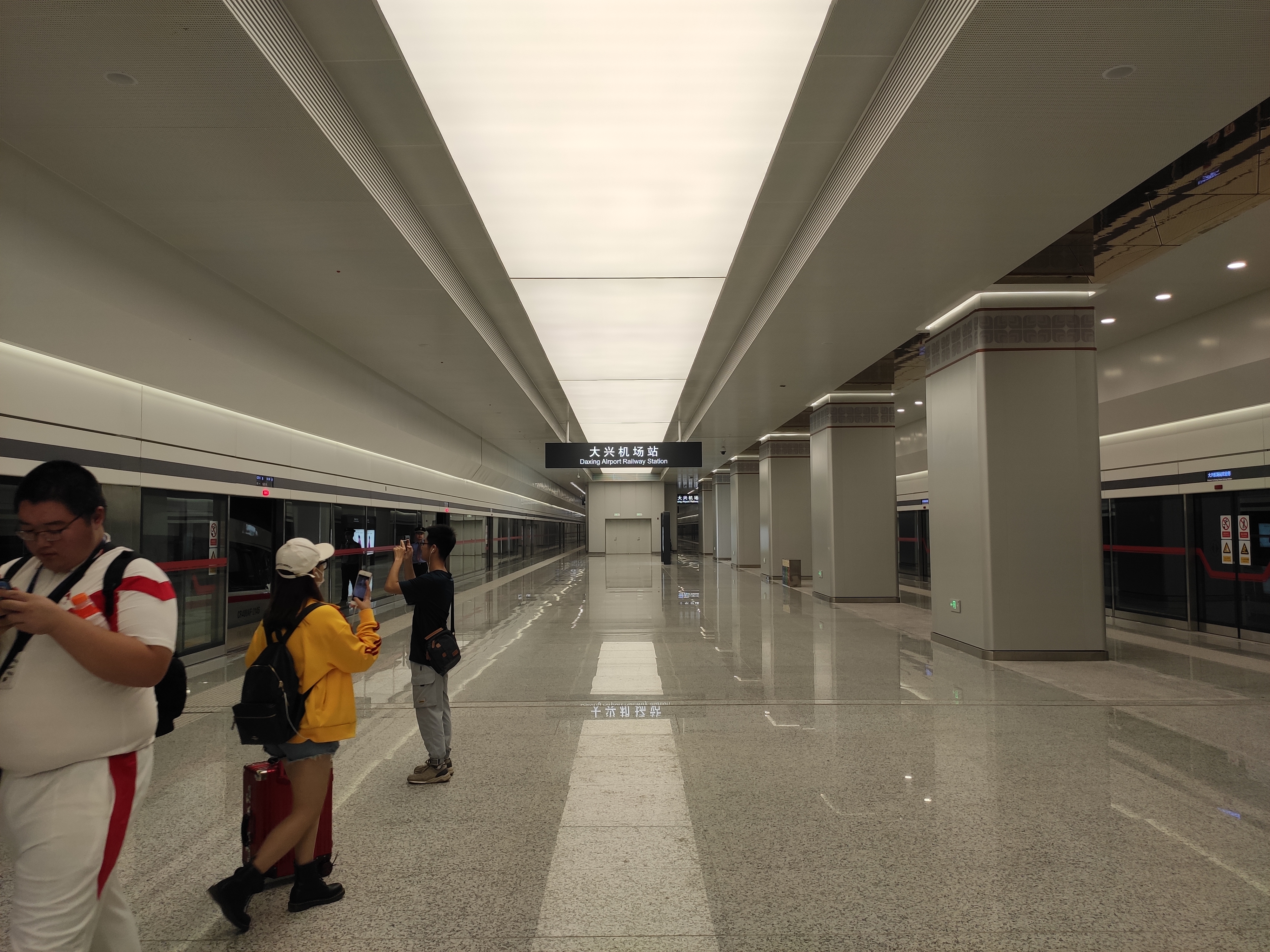
Станция железной дороги в аэропорте

Непосредственно под зданием терминала будет находиться железнодорожная станция из 5 линий шириной 270 м. Под терминалом поезда могут двигаться со скоростью 300 км/ч; для компенсации возможных вибраций было использовано 1100 демпферов, создающих амортизирующую подушку для всего здания терминала.
Железная дорога соединяет аэропорт в Западным железнодорожным вокзалом Пекина.
Время в пути — 28 минут. Длина пути — 47 км.

### Метро

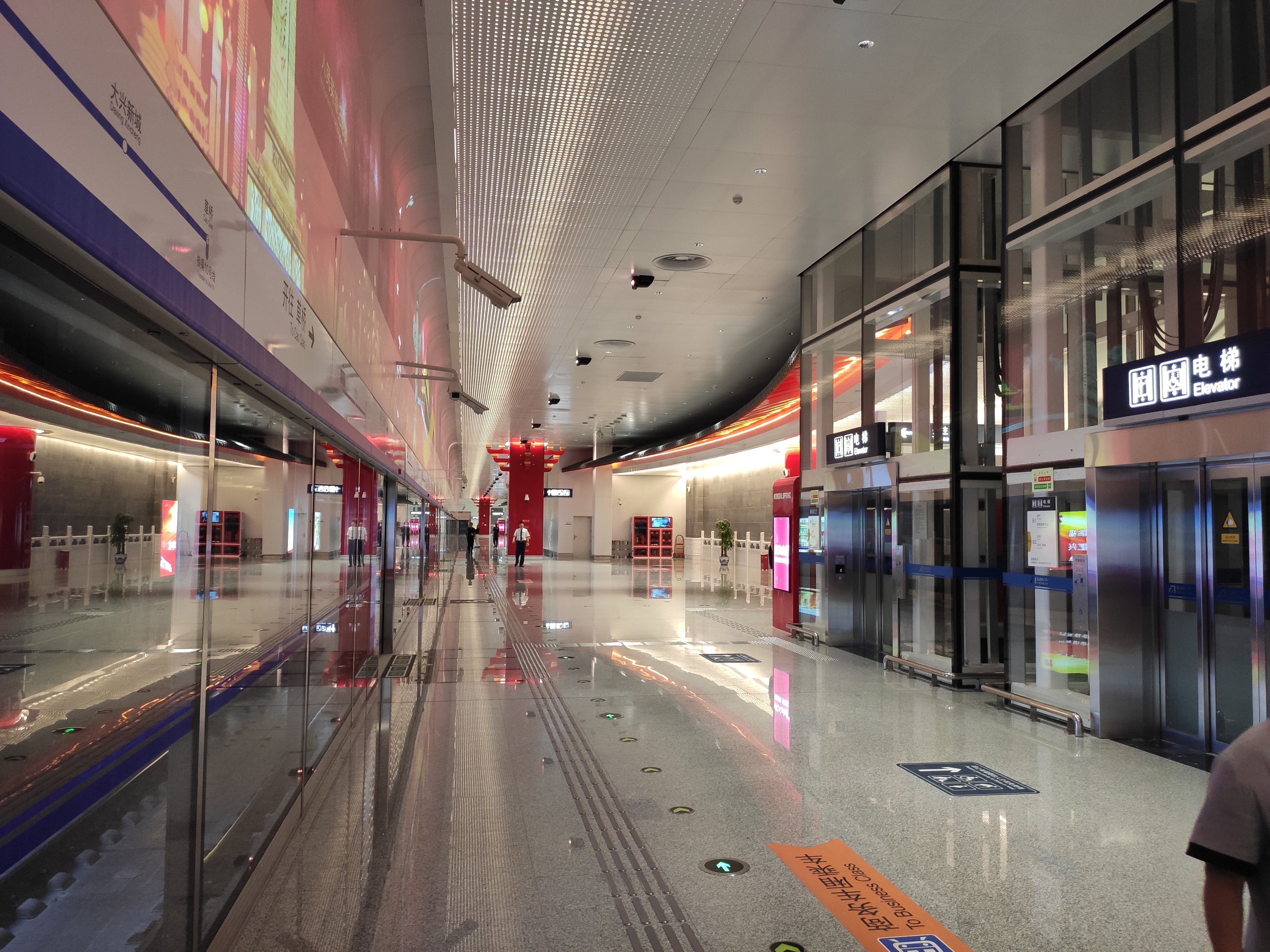
Станция метро в аэропорте

Линия Пекинского метрополитена Daxing Airport Express, соединяющая три станции (Caoqiao — пересадка на 10 линию метро, Daxing New City — город Дасин, Daxing Airport — в аэропорте) открыта 26 сентября 2019 года.
- Время работы — с 6 утра до 22:30.
- Интервал движения — от 8 до 10 минут.
- Время в пути — 19 минут.
- Длина пути — 38 км.
- Стоимость проезда во втором классе — 35 юаней.[18]

### Автобус

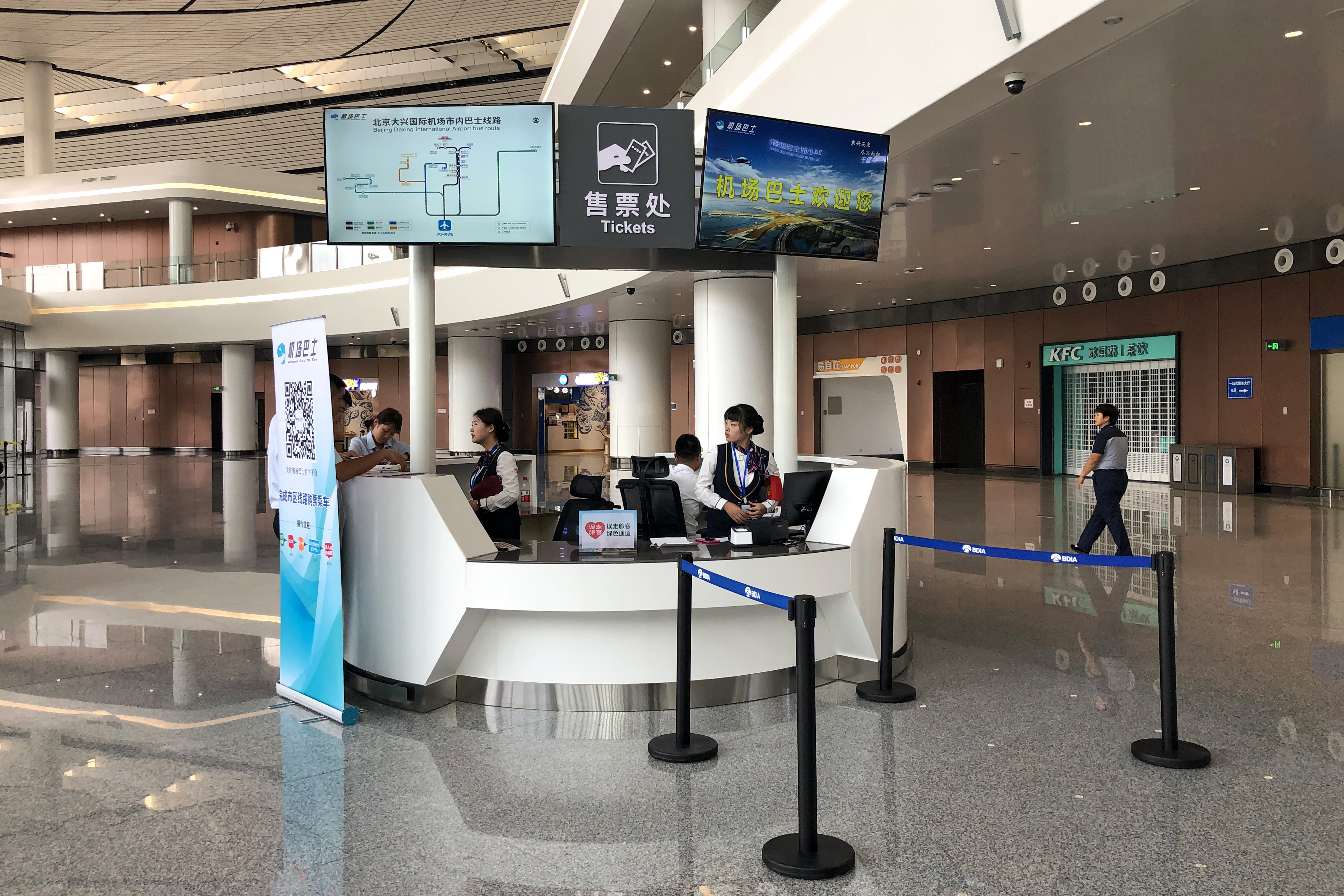
Стойка по продаже билетов на автобус

#### Пекинское направление
Автобусы отправляются из аэропорта с интервалом в 30 минут в сторону центра Пекина. 6 маршрутов соединяют аэропорт с железнодорожными вокзалами и центром города. В начальный период используются 17-ти местные электробусы, при росте потребностей аэропорта интервал будет уменьшен, будут использованы более вместительные электробусы.
Стоимость проезда — 40 юаней.

#### Региональные маршруты
- Аэропорт — Тяньцзинь (75 юаней);
- Аэропорт — Ланфан (35 юаней);
- Аэропорт — Таншань (120 юаней);
- Аэропорт — Баодин (70 юаней).[17][19]

## В филателии
Аэропорт Дасин изображён на почтовой марке КНР из серии «100-летие основания Коммунистической партии Китая», выпущенной 1 июля 2021 года.

## Галерея

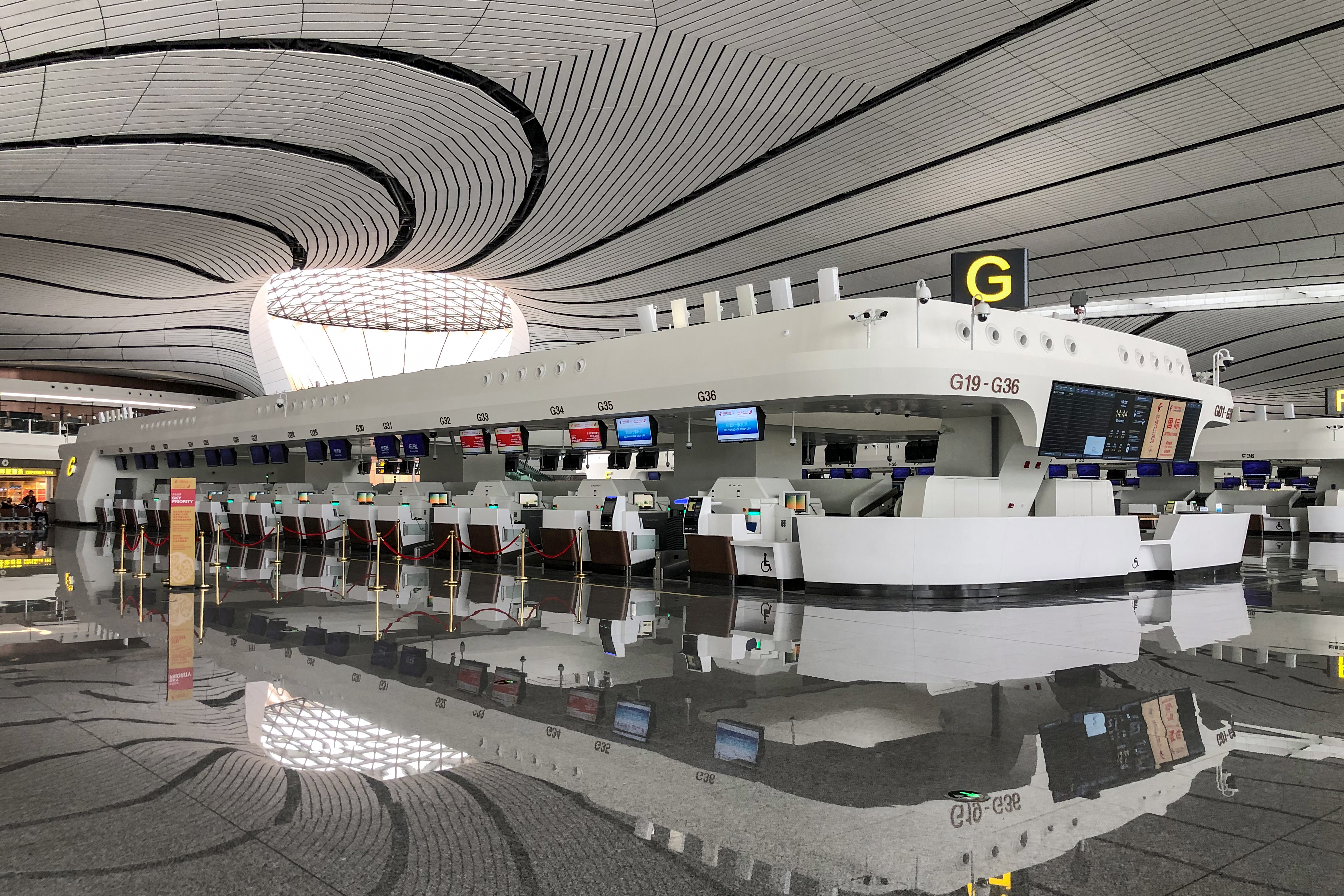
Стойки регистрации
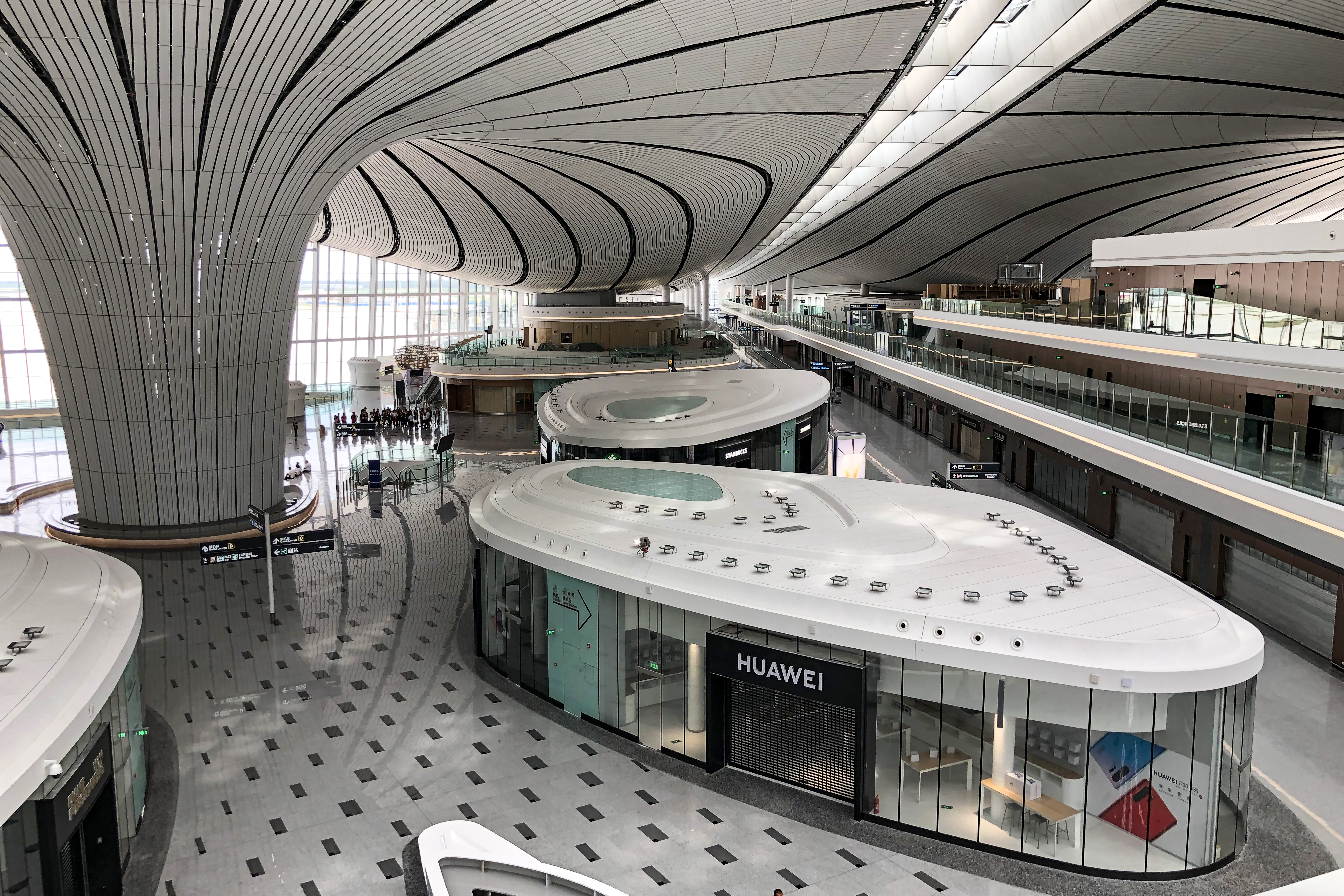
Конкорс
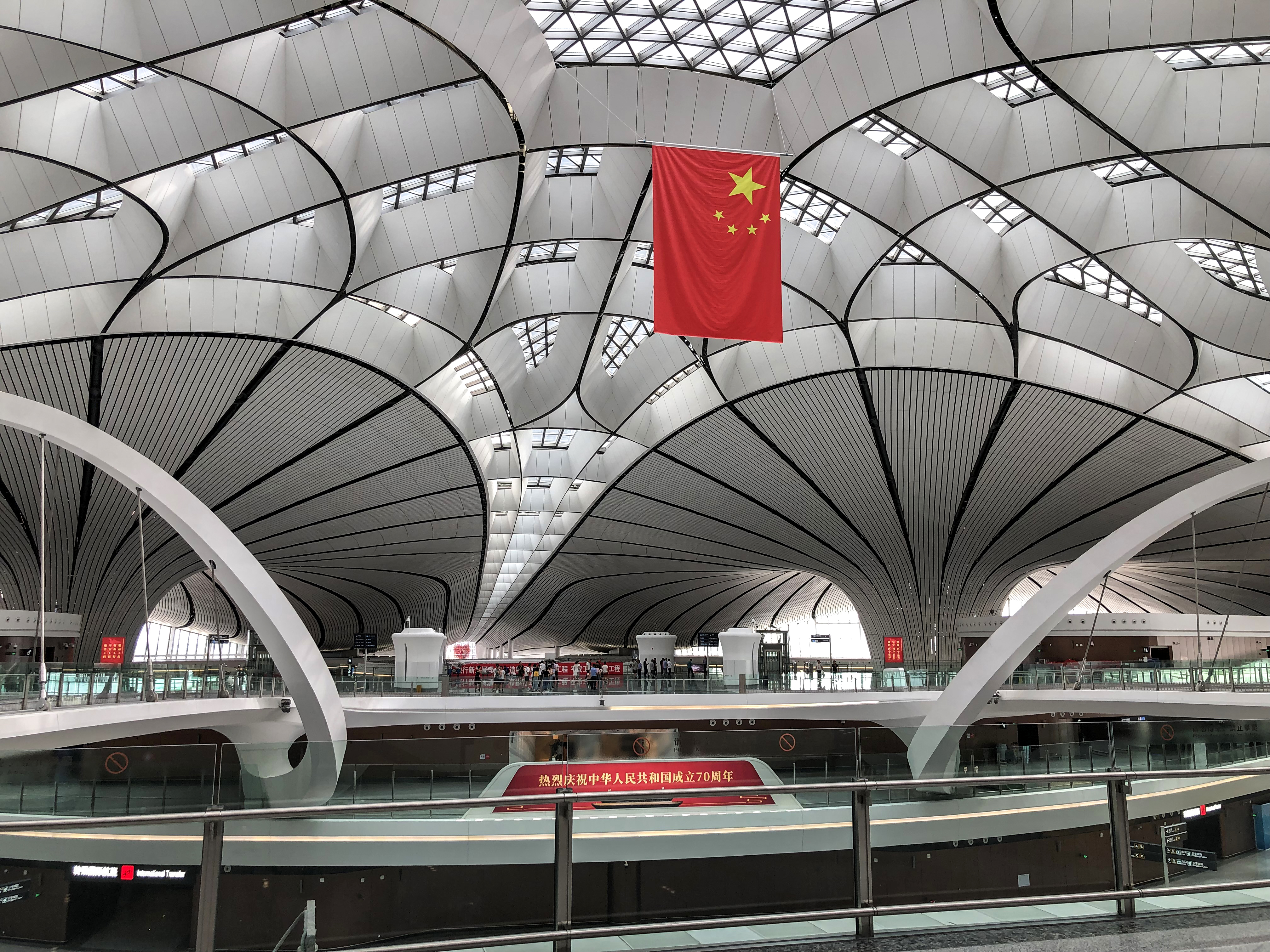
Центральный атриум
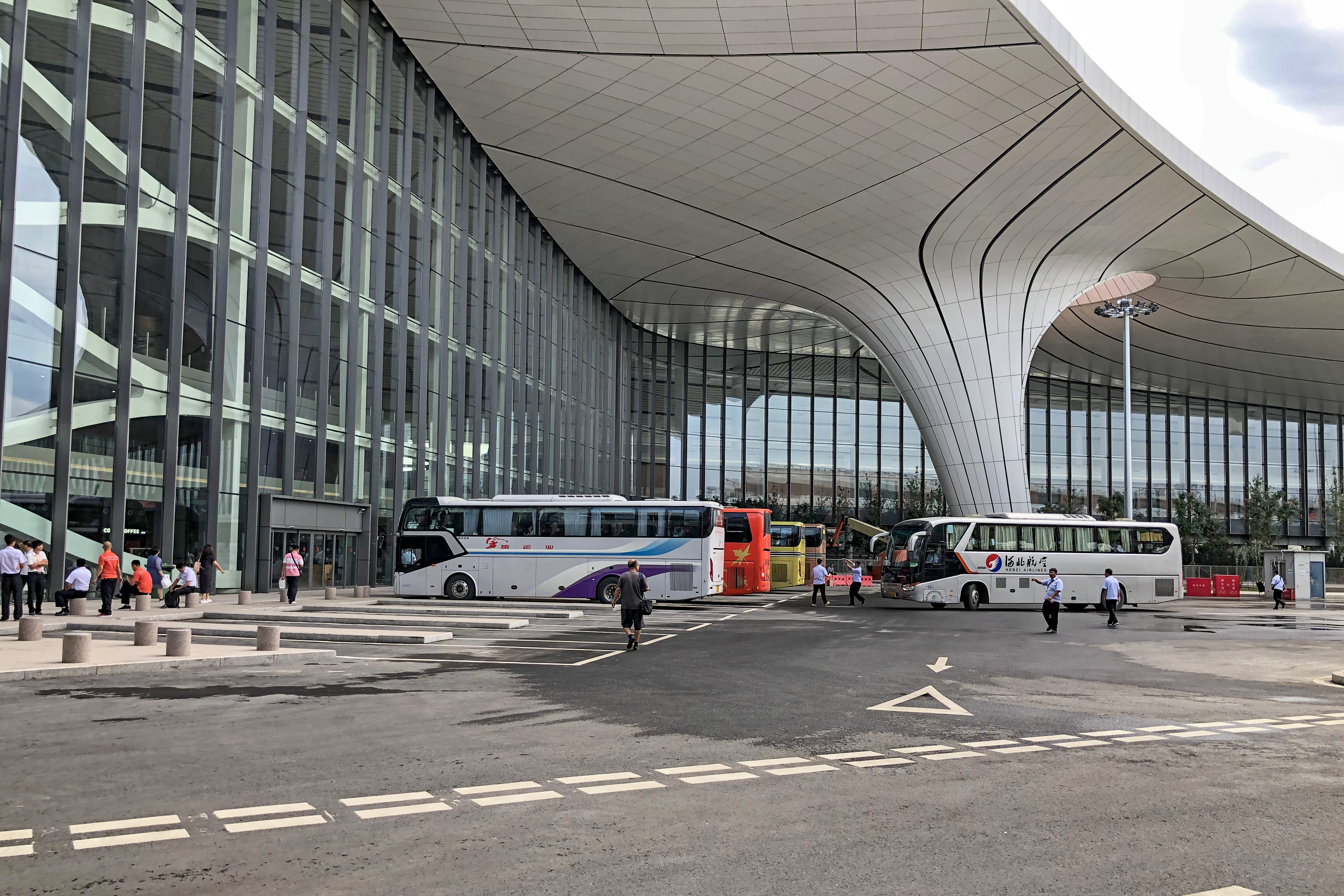
Вход в терминал